# Tramlijn Gastelsveer - Roosendaal
De tramlijn Gastelsveer - Roosendaal was een tramlijn in Noord-Brabant. Vanaf Gastelsveer bij Oud Gastel liep de lijn naar Roosendaal.

## Geschiedenis
Op 31 december 1892 werd de lijn geopend door de Zuid-Nederlandsche Stoomtramweg-Maatschappij. In Gastelsveer was er aansluiting op de ZNSM lijn van Oudenbosch naar Steenbergen.
Vanaf 7 oktober 1934 wordt het reizigersvervoer gestaakt, op 11 januari 1937 wordt ook het goederenvervoer stilgelegd en de lijn opgebroken.

## Restanten
Van de lijn is weinig meer terug te vinden, aangezien deze over het grootste gedeelte de weg langs de Roosendaalse Vliet volgde.